# Kremlin de Moscovo
Kremlin Moscovo (português europeu) ou Moscou (português brasileiro) (russo:  Моско́вский Кремль, tr. Moskovskiy Kreml), geralmente designado o Kremlin, é um complexo fortificado no centro da capital russa, nas margens do rio Moskva ao sul, com a Catedral de São Basílio e a Praça Vermelha a leste e o Jardim de Alexandre a oeste. É o mais conhecido dos kremlins (cidadelas russas) e inclui cinco palácios, quatro catedrais e uma muralha com torres. O complexo serve como a residência oficial do Presidente da Federação Russa.
O nome Kremlin significa "fortaleza dentro de uma cidade", e muitas vezes também é usado como uma metonímia para se referir ao governo da Federação Russa em um sentido semelhante à forma como "a Casa Branca" é usada para se referir ao Gabinete Executivo do Presidente dos Estados Unidos, assim como "o Planalto" também é por vezes empregado como designação ao Gabinete do Presidente da República do Brasil e "Belém" é ocasionalmente empregue como designação da residência oficial do Presidente da República Portuguesa. O termo já tinha sido usado para se referir ao governo da União Soviética (1922-1991) e seus mais altos membros (tais como os secretários-gerais, primeiros-ministros, presidentes, ministros e comissários).

## História

### Origem
O local onde está o Kremlin tem sido continuamente habitado por povos fino-úgricos desde o século II a.C.. Os eslavos ocupavam a parte sul-ocidental da Colina Borovitsky já no século XI, como evidenciado por um selo metropolitano da década de 1090 que foi desenterrado por arqueólogos soviéticos na área. A tribo vyatichi construiu uma estrutura fortificada na colina onde o rio Neglinnaya flui para o rio Moskva.
Até o século XIV, o local era conhecido como o "grad de Moscou . A palavra "Kremlin" foi registrada pela primeira vez em 1331 (embora o etimologista Max Vasmer tenha mencionado um registro anterior, de 1320). A fortaleza foi muito ampliada pelo príncipe Jorge I de Quieve em 1156, destruída pelos mongóis em 1237 e reconstruída em madeira de carvalho em 1339.

### Sede do grão-duques

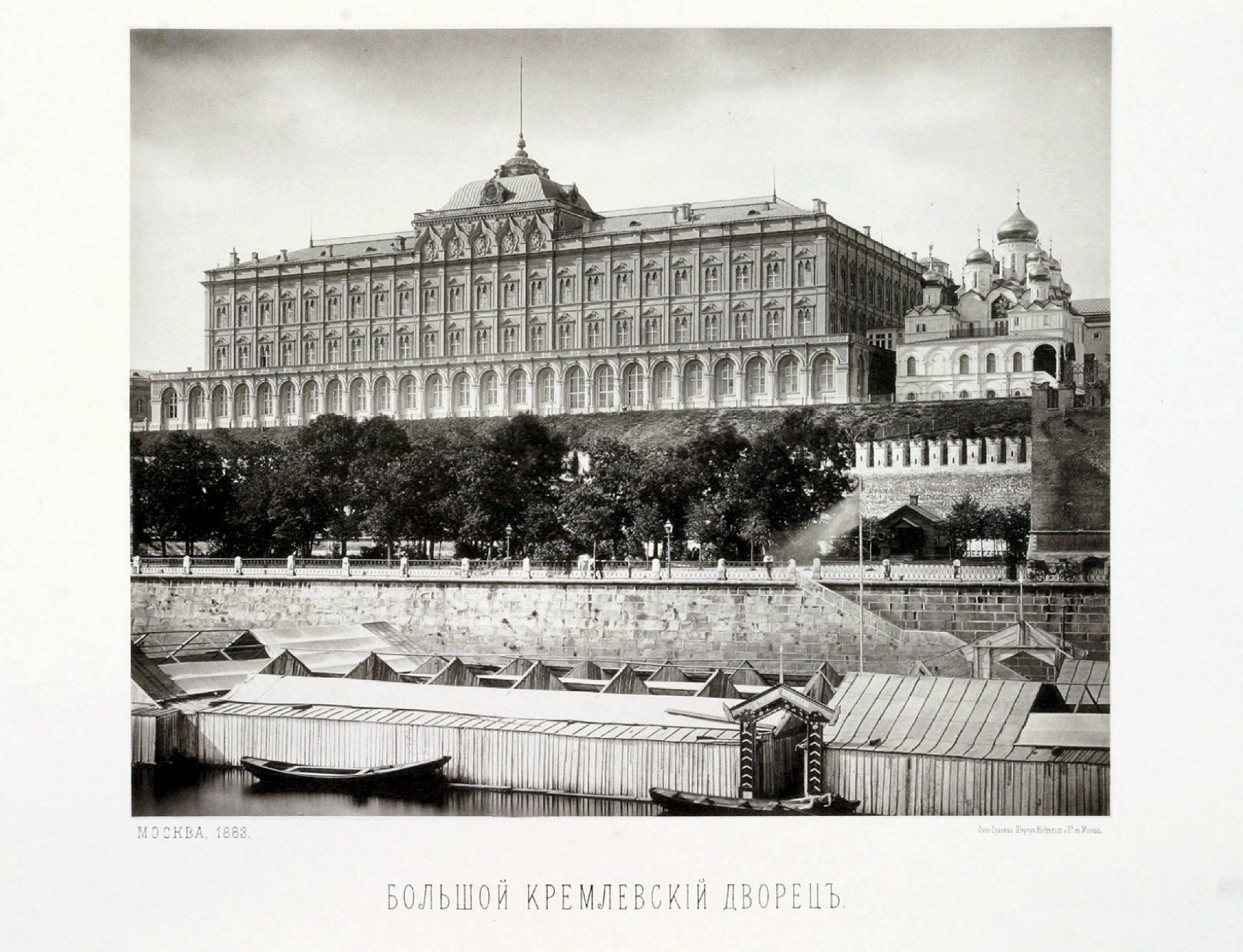
Grande Palácio do Kremlin em 1884

Demétrio de Moscou substituiu as paredes de carvalho por uma forte cidadela de pedra calcária branca entre 1366 e 1368, sobre os fundamentos básicos das paredes atuais; esta fortificação resistiu a um cerco de Toquetamis. O filho de Demétrio, Basílio I, retomou a construção das igrejas e claustros do Kremlin. A recém-construída Catedral da Anunciação foi pintada por Teófanes, o Grego, Andrei Rublev e Prokhor em 1406. O Mosteiro Chudov foi fundado pelo tutor de Demétrio, Aleixo; enquanto sua viúva, Eudóxia, estabeleceu o Convento da Ascensão em 1397.

### Czares

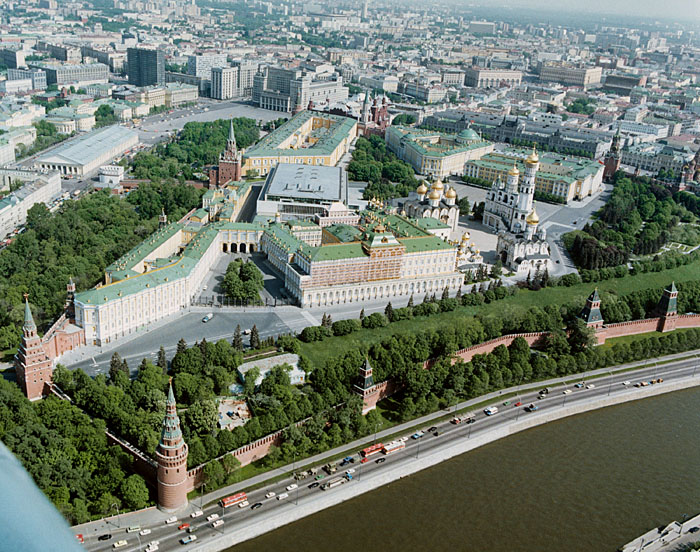
Fotografia aérea do Kremlin

Ivã III organizou a reconstrução do Kremlin, convidando vários arquitetos qualificados na Itália renascentista, como Petrus Antonius Solarius, que projetou a nova muralha do Kremlin e suas torres, e Marcus Ruffus, que projetou um novo palácio para o príncipe. Foi durante seu reinado que as três catedrais existentes no Kremlin foram construídas. O edifício mais alto da cidade e da Rússia moscovita era Campanário de Ivã III da Rússia, construído entre 1505 e 1508 e ampliado para a sua altura atual em 1600. As paredes do Kremlin como estão atualmente foram construídas entre 1485 e 1495.

### Ocupações
Embora sendo uma fortaleza imponente, o Kremlin sofreu vários ataques dos quais alguns levaram à sua ocupação.
- Em 1612, os senhores feudais da Polónia e Lituânia invadem Moscovo e apoderam-se do Kremlin.
- Em 1812, Napoleão destrói 6 das torres do Kremlin, que foram reconstruídas entre 1816 e 1819 (ver Campanha da Rússia).
- Em 1917, trabalhadores revolucionários e soldados russos invadem o Kremlin e tomam o poder (ver Revolução Russa).

## Características

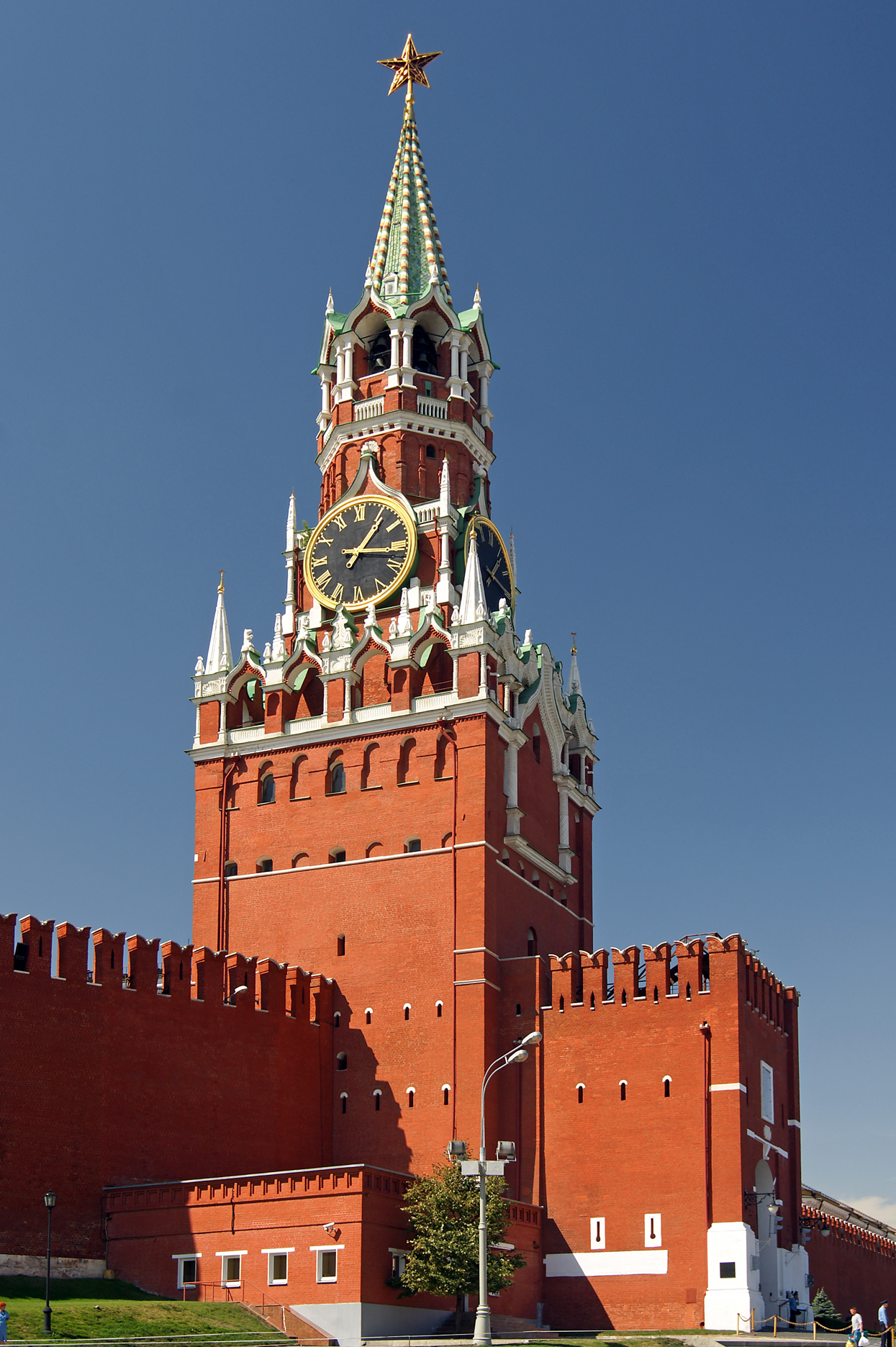
Torre do Salvador

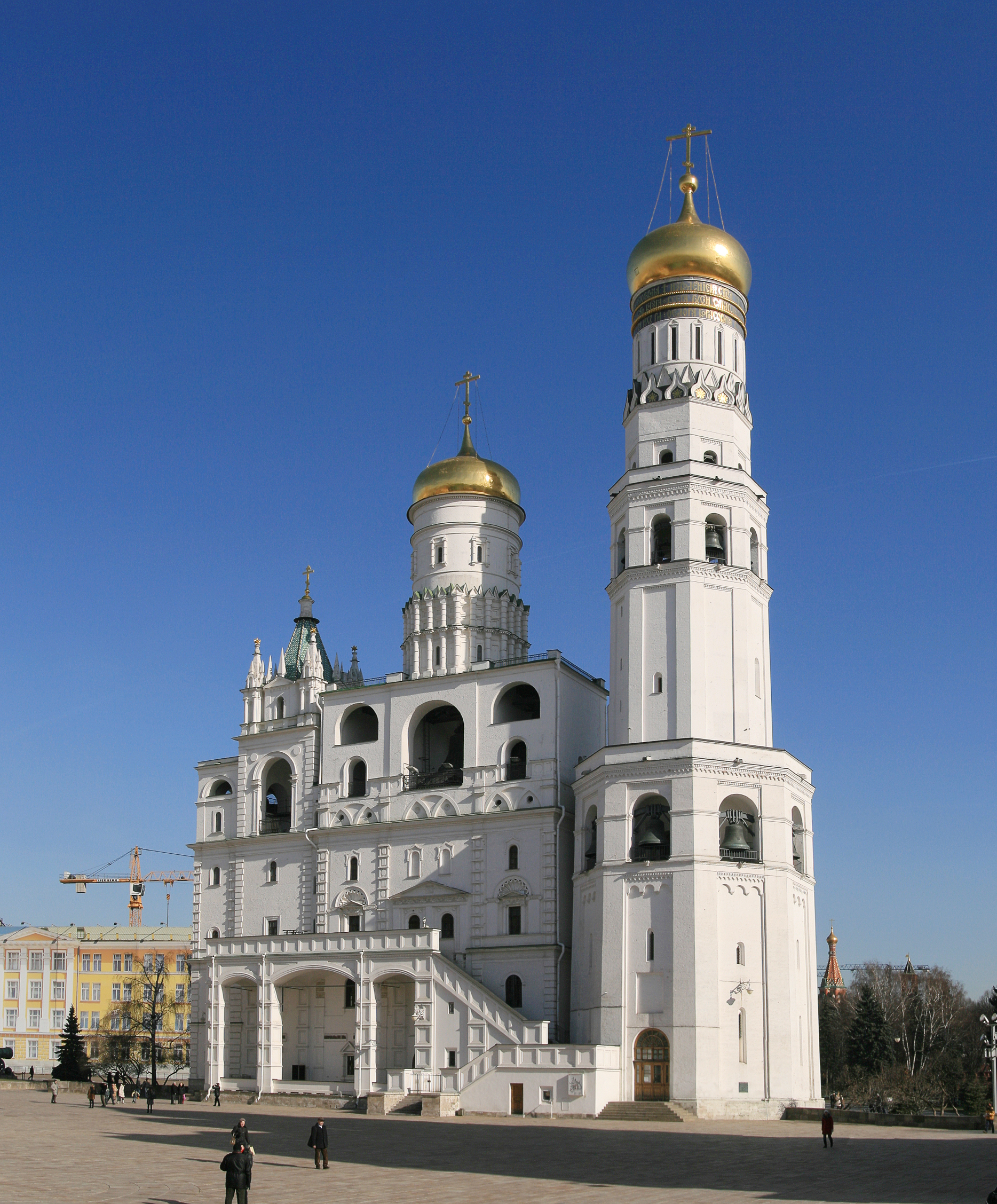
Campanário de Ivã III da Rússia

As muralhas e as torres do Kremlin foram construídas por mestres italianos ao longo dos anos de 1485 a 1495. O triângulo irregular da parede do Kremlin abrange uma área de 275.000 metros quadrados. O seu comprimento total é 2,235 metros, mas a altura varia de 5 a 19 metros, dependendo do terreno. A espessura da parede é entre 3,5 e 6,5 metros.

### Torres
Originalmente, havia dezoito torres no Kremlin, mas o seu número aumentou para 20 no século XVII. Apenas três das torres são quadrados no plano. A torre mais alta é a Troizkaya, que foi construída até sua altura atual de 73,9 metros em 1495. A maioria das torres foram originalmente coroadas com telhados de madeira; as tendas de tijolos existentes com tiras de azulejos coloridos são da década de 1680.
A muralha do Kremlin contém 20 torres, das quais a principal é a Torre do Salvador (ou Torre Spasskaya). Continuando no sentido dos ponteiros do relógio, seguem-se as torres do Senado, São Nicolau, Arsenal do Canto, Arsenal do Meio, Trindade, Comandante, Armaria, Borovitskaya, Água, Anunciação, Segredo, duas torres sem nome, Beklemishev, São Constantino e Santa Helena, Alarme e finalmente a Torre do Czar. Em frente à Torre da Trindade, no exterior do Kremlin, situa-se ainda a Torre Kutafya.

### Monumentos
No interior do Kremlin situam-se vários palácios e igrejas. Os mais importantes são:
- Palácio das Facetas - historicamente foi um espaço de festas e convenções.
- Palácio dos Terems - antiga residência oficial dos czares russos, até o final do século XVII. Convertido em alojamento para os funcionários do novo palácio.
- Grande Palácio do Kremlin - construído entre 1839 e 1849 como residência em Moscou dos imperadores russos. Atualmente é a residência oficial do presidente da Rússia.
- Palácio do Arsenal do Kremlin - atualmente abriga um dos mais famosos museus de Artes Aplicadas da Rússia.
- Palácio Estatal do Kremlin (antigo Palácio dos Congressos) - construído entre 1960 e 1961, concebido, inicialmente, para as reuniões do Partido Comunista da União Soviética, além de concertos e cerimónias. Atualmente usado somente para a realização de celebrações, conferências, exposições, campeonatos de xadrez e concertos de músicos nacionais e internacionais.
- Palácio de Entretenimento - construído em 1652 para Ilya Miloslavsky, sogro do czar Aleixo da Rússia. Após a morte de Miloslavsky, o palácio foi convetido em um teatro. Por isso, ganhou o nome de Palácio de Entretenimento. No século XVIII o Departamento de Polícia foi instalado no palácio. No século XIX, o Comandante de Moscou passou a residir lá. Mais tarde no século XX, foi a residência de Joseph Stalin. Atualmente pertence ao Comando do Kremlin.
- Igreja da Deposição das Vestes - construída entre 1484 e 1488, contém várias pinturas de estilo russo. Originalmente, a igreja serviu como capela privada do Patriarca de Moscou.
- Catedral da Assunção, na Praça das Catedrais - construída entre 1475 e 1479 pelo arquitecto Aristotle Fioravante, era a catedral de estado da Rússia; é uma combinação entre o estilo russo e o estilo renascentista italiano.
- Campanário de Ivã III da Rússia - construído entre 1505 e 1508 pelo arquitecto Bon Fryazin, tem um sino de 200 toneladas; em 1600, a torre é elevada até uma altura de 81 metros;
- Catedral da Anunciação, na Praça das Catedrais - construída entre 1484 e 1489, era a catedral privada dos czares;
- Catedral do Arcanjo São Miguel - construída entre 1505 e 1508, estão aqui enterrados vários príncipes e czares.
- Catedral da Dormição, na Praça das Catedrais.